# Pizarra (roca)

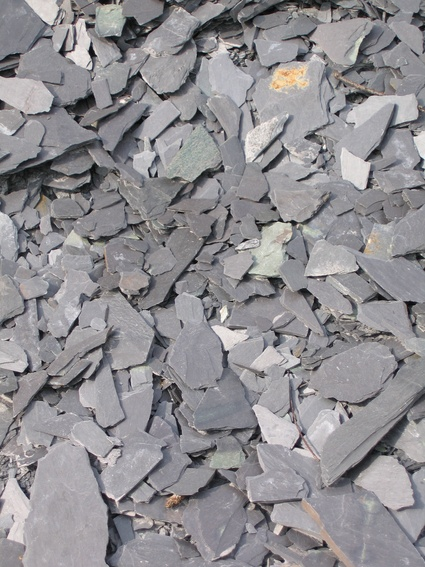
Fragmentos de pizarra.

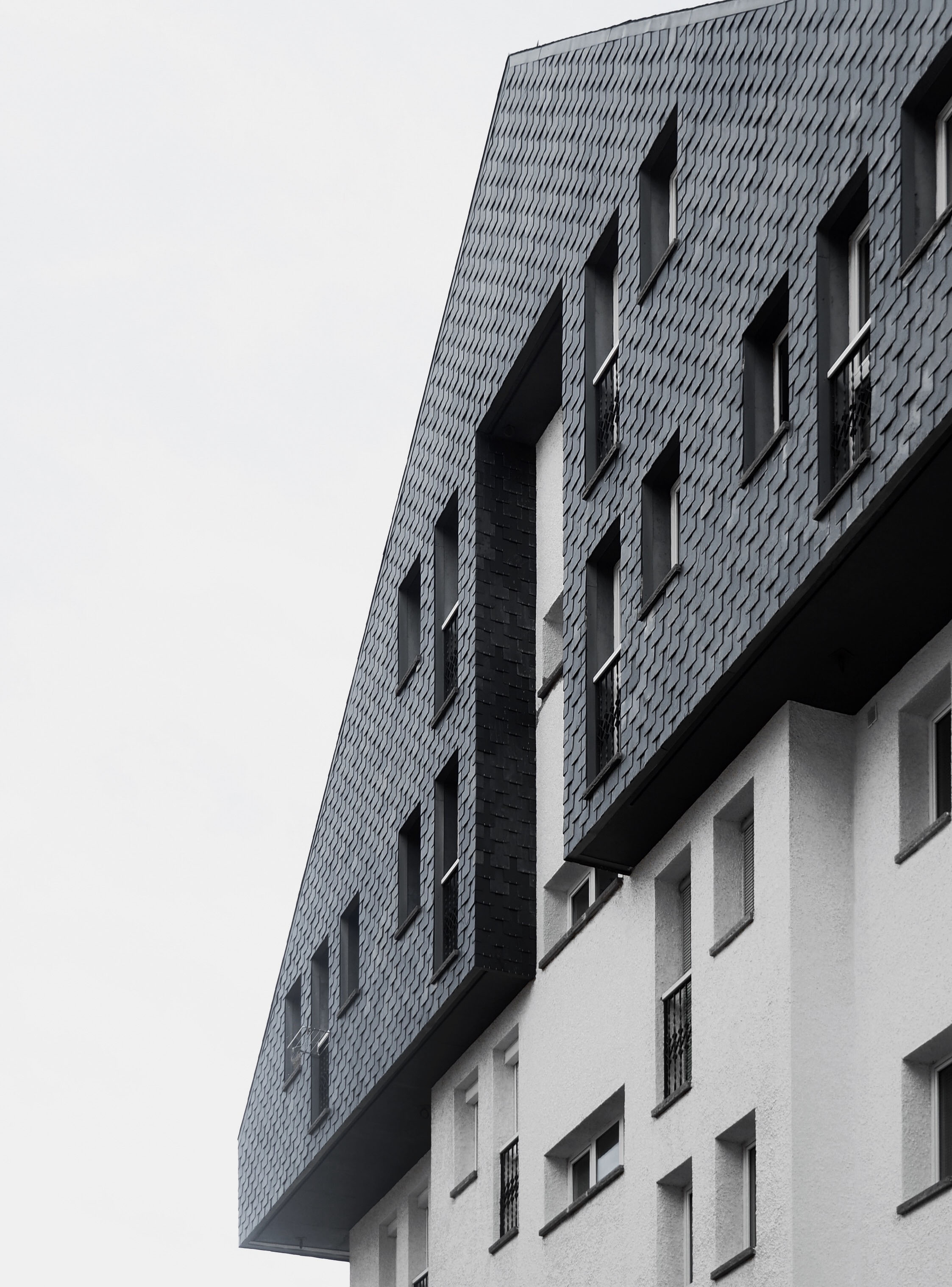
Pizarra en el Edificio Portalet de Formigal.

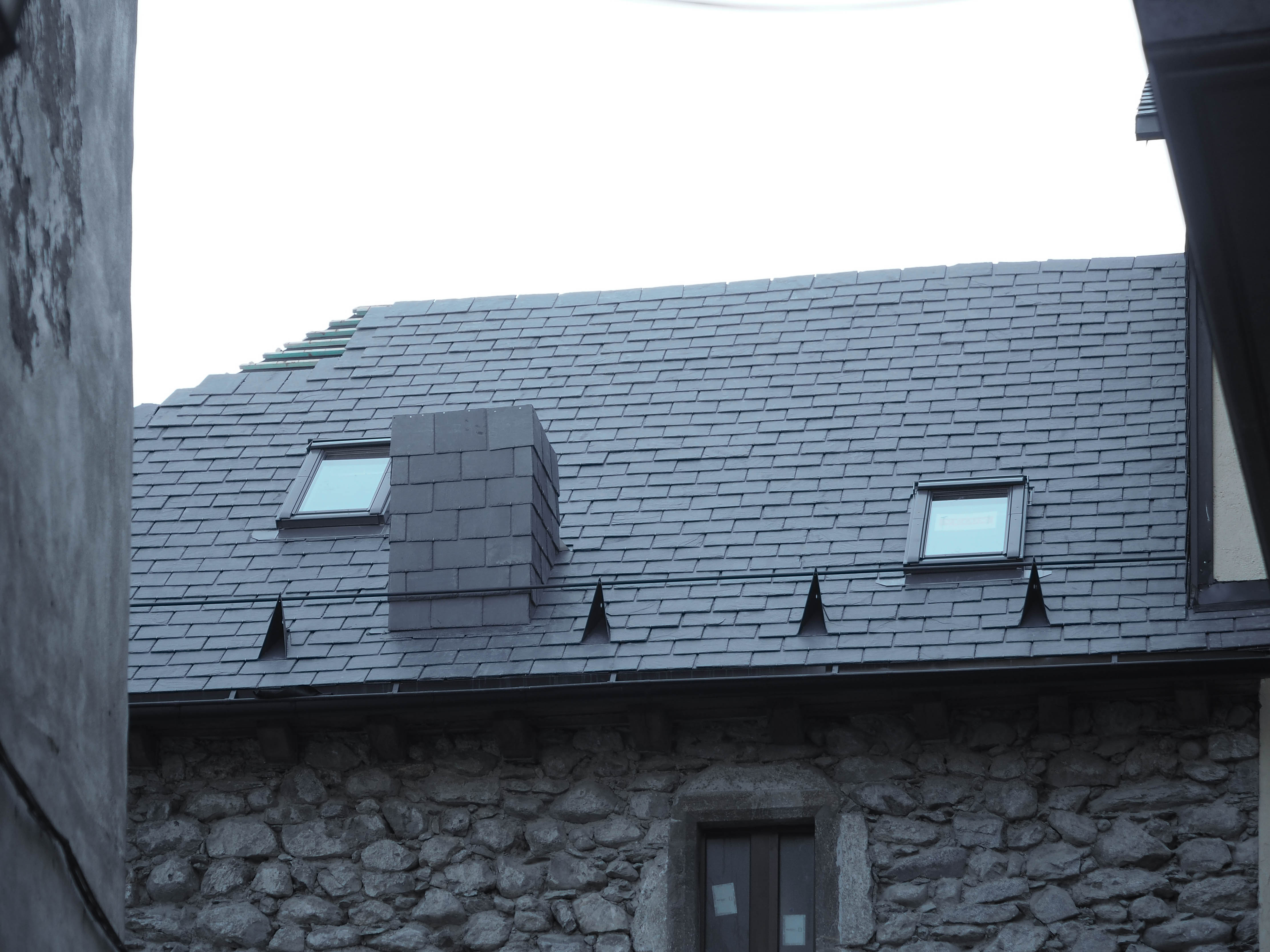
Cubierta de pizarra

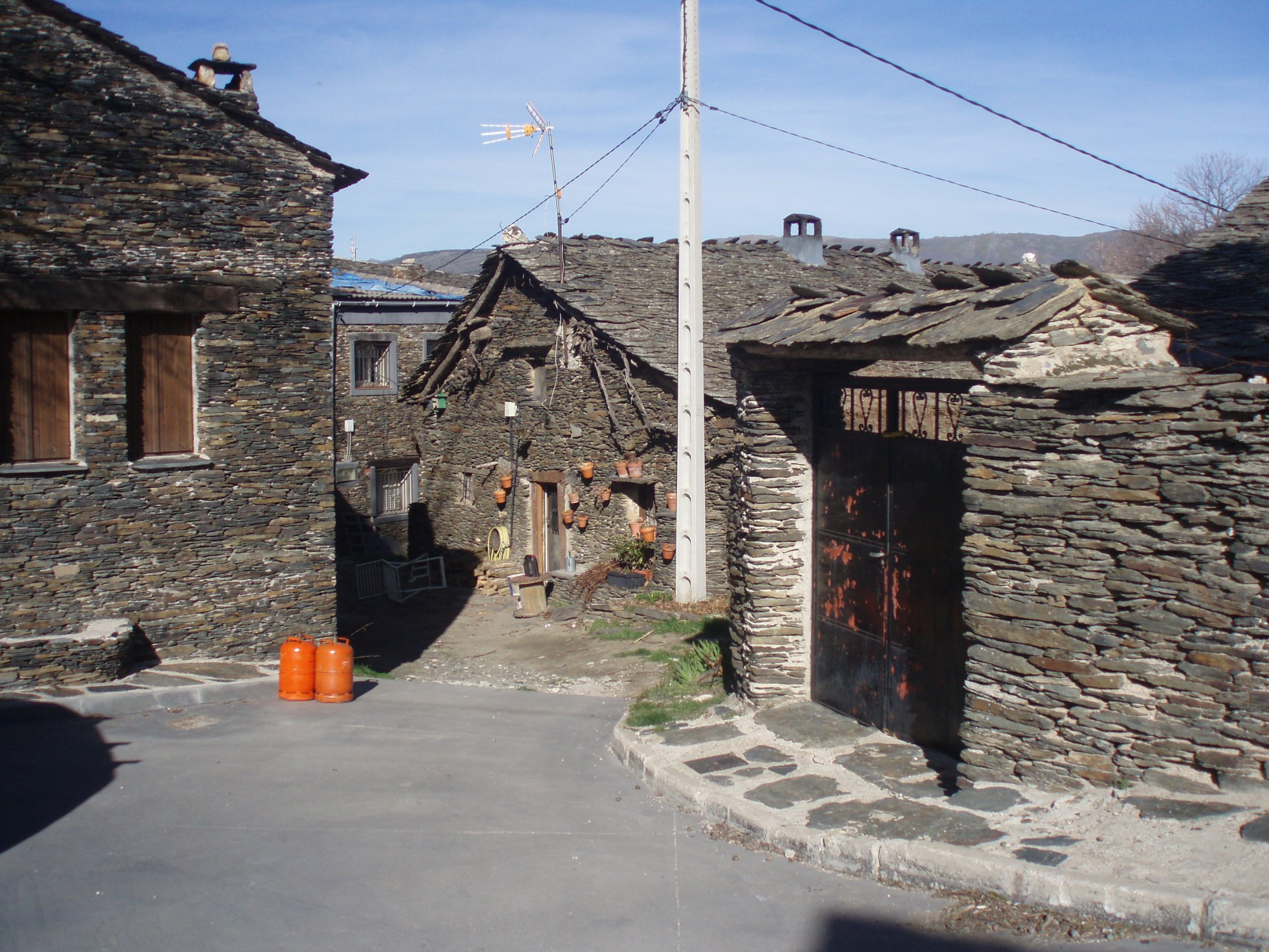
Edificios construidos con pizarra. Es la característica principal de la arquitectura negra.

La pizarra   es una roca metamórfica homogénea de grano fino formada por la compactación por metamorfismo de bajo grado de lutitas. Se presenta generalmente de color opaco azulado oscuro y estructurada en lajas u hojas planas por una esquistosidad bien desarrollada (pizarrosidad), siendo, por esta característica, utilizada en cubiertas y como antiguo elemento de escritura.
La pizarra es una roca densa, de grano fino, formada a partir de rocas arcillosas sedimentarias y, en algunas ocasiones, de rocas ígneas. La principal característica de la pizarra es su división en finas láminas o capas (fisibilidad). Los minerales que la forman son principalmente sericita, moscovita, clorita y cuarzo. Suele ser de color negro azulado o negro grisáceo, pero existen variedades rojas, verdes y otros tonos.
Debido a su impermeabilidad, la pizarra se utiliza en la construcción de tejados, como piedra de pavimentación, mesas de billar, e incluso para fabricación de elementos decorativos.
La launa es una arcilla magnésica de estructura pizarrosa y color gris azulado, que resulta de la descomposición de las pizarras arcillosas.

## Producción
España es el mayor productor y exportador de pizarra en el mundo, con una cuota mundial en torno al 90 % en el año 2000. Existen importantes yacimientos en El Bierzo, Cabrera (León), Valdeorras (Orense), Ortigueira (La Coruña), Riofrío de Aliste, Palazuelo de las Cuevas (Zamora), Bernardos (Segovia) y Villar del Rey (Badajoz). La empresa española Cupa Pizarras, con sede en la Comarca de Valdeorras, fue considerada en 2014 y 2015 como líder mundial en producción y comercialización de pizarra en el mundo.
Gales, Alemania y Francia durante los siglos XIX y XX zonas de gran tradición y elevada producción de pizarra del mundo. El agotamiento de sus reservas de pizarra natural durante la parte final del siglo XX explican el auge de los productores españoles.
China ocupa el segundo lugar en la producción y exportación mundial de pizarra.
Brasil ocupa el tercer lugar. El Estado de Minas Gerais es responsable del 95 % de la producción brasileña de pizarra y la ciudad de Papagaios, del 75 % de la producción de este estado..
En Norteamérica las zonas de producción más importantes se encuentran en Terranova, el valle de la pizarra en Vermont y Nueva York, y el condado de Buckingham en Virginia.

### Sostenibilidad
Según una declaración ambiental realizada por la Asociación Galega de Pizarristas (AGP), la pizarra es el producto más sostenible para cubiertas. Comparando la pizarra con otros materiales usados en cubiertas, el fibrocemento y la teja cerámica emiten más dióxido de carbono y consumen más agua y energía en su producción. El sector de la pizarra ha sido el primero en obtener en España la declaración ambiental de producto a nivel nacional.

## Usos

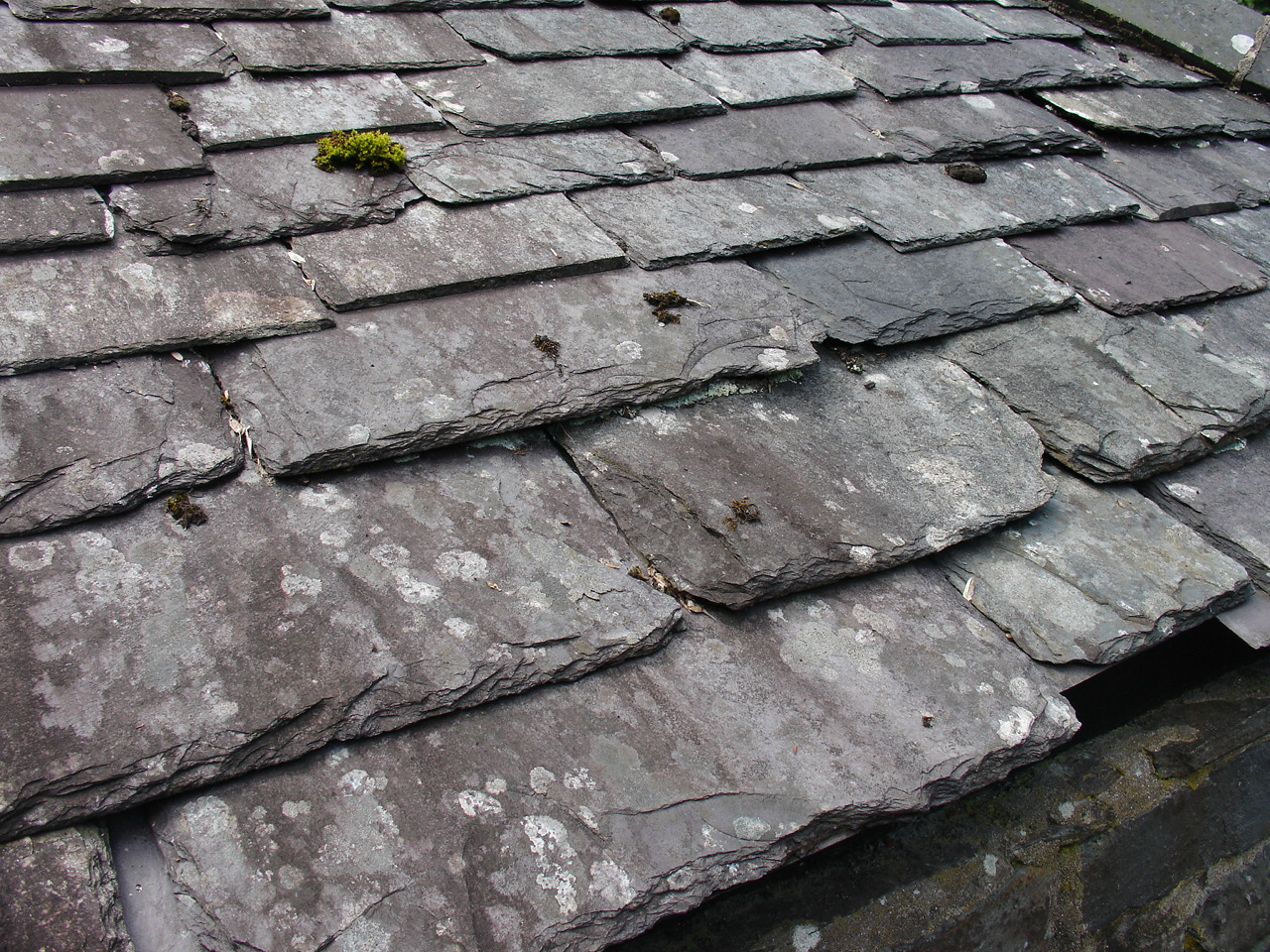
Tejado de pizarra en St. Fagans, Cardiff, Reino Unido

### Pizarra en edificios

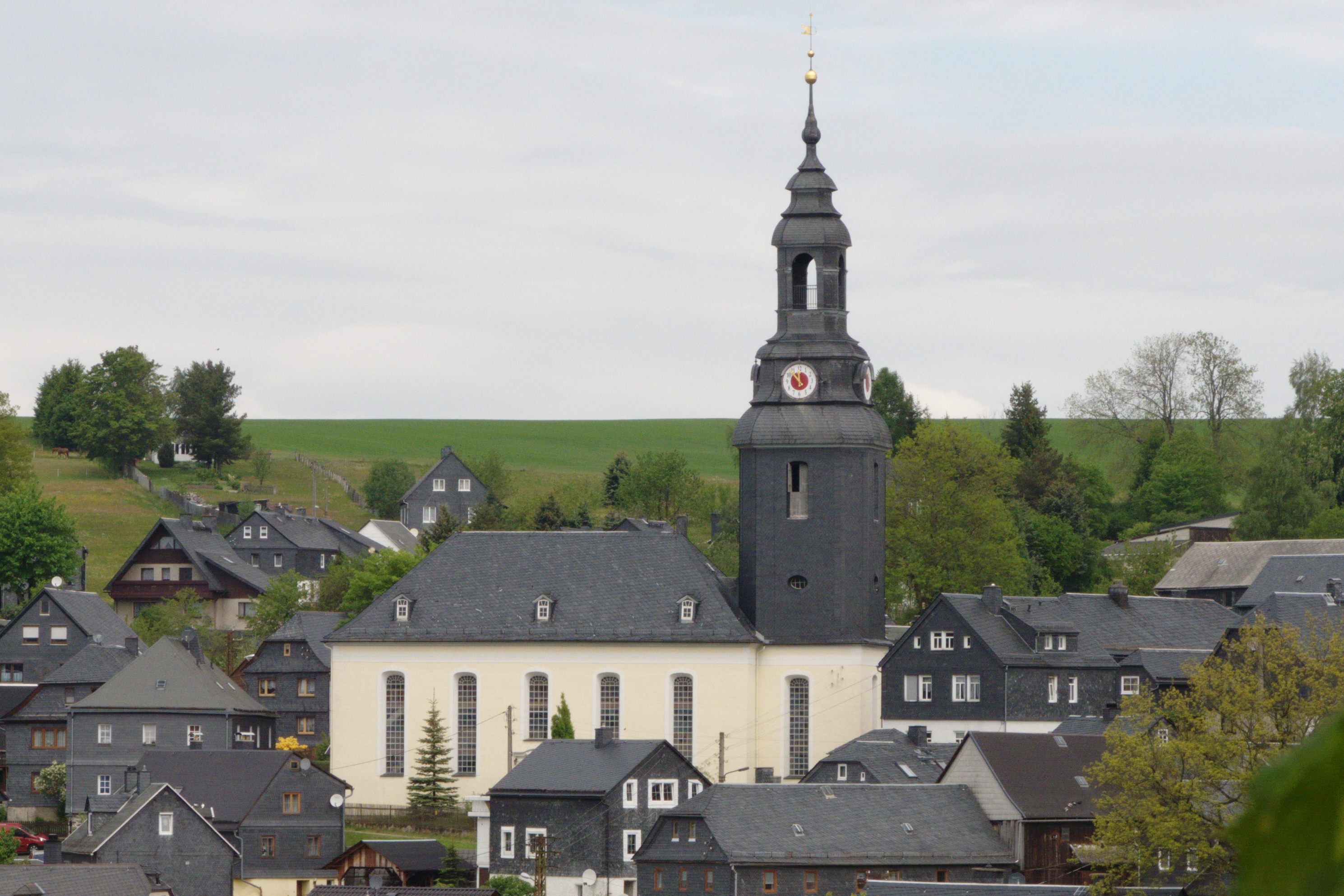
Iglesia y viviendas revestidas de pizarra en Wurzbach, Turingia, Alemania

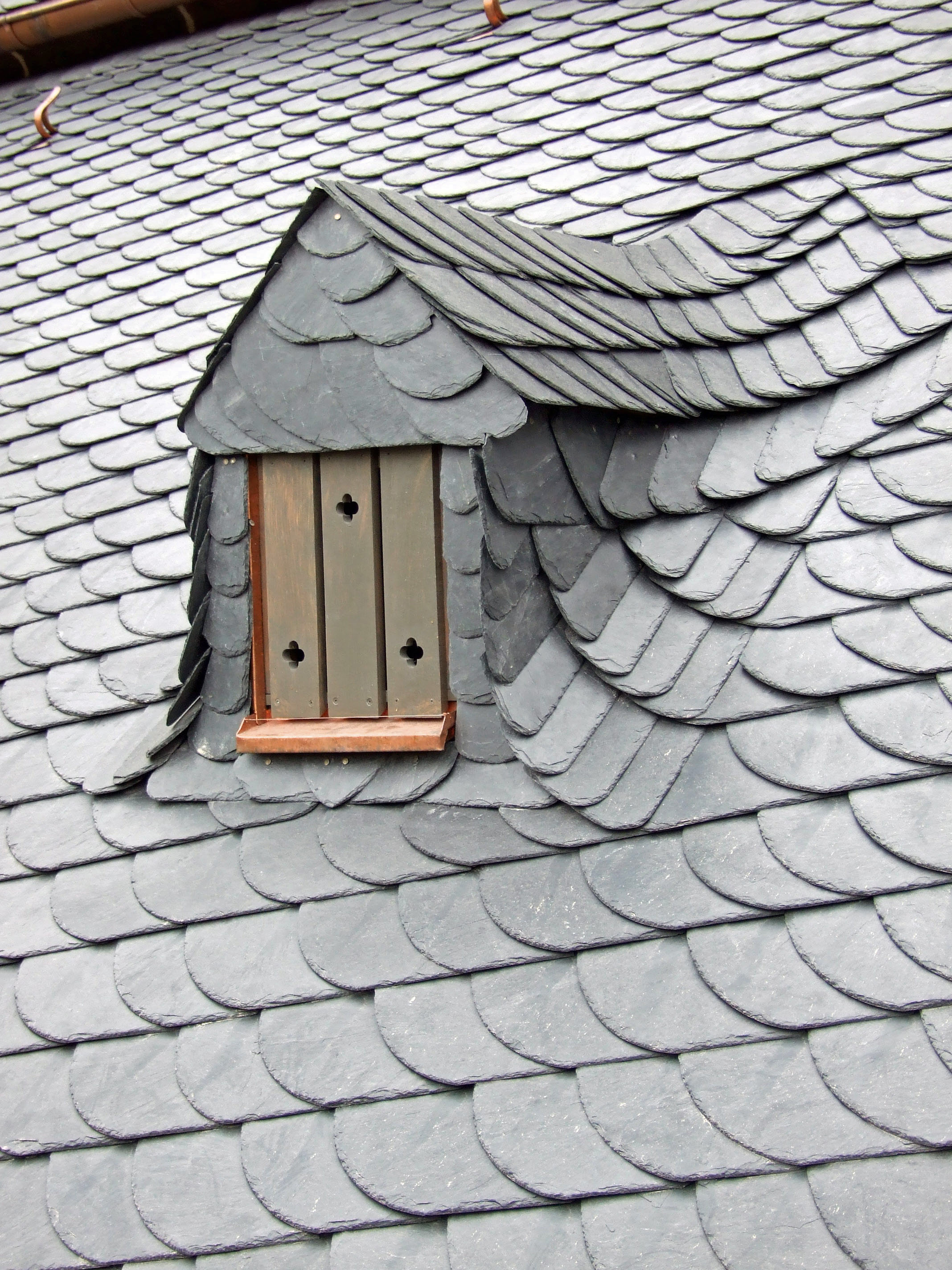
Fino trabajo de tejas de pizarra, Iglesia de San Leonardo, Fráncfort del Meno, Alemania.

La pizarra tiene dos líneas de rotura -la hendidura y la veta- que permiten dividir la piedra en finas láminas. Cuando se rompe, la pizarra conserva un aspecto natural y, al mismo tiempo, es relativamente plana y fácil de apilar. Estas características la hacen idónea para su uso como losas de techar, si bien su instalación es algo más compleja que la de la teja cerámica.  Desde la década de 1870 hasta la Primera Guerra Mundial se produjo en Europa una serie de "booms de la pizarra" como consecuencia de las mejoras en los sistemas de transporte por ferrocarril, carretera y vías navegables.
La pizarra es especialmente adecuada como material para tejados, ya que tiene un índice de absorción de agua extremadamente bajo, inferior al 0,4%, lo que la hace resistente a las heladas. La pizarra natural, que requiere un procesamiento mínimo, tiene una energía incorporada muy superior a la de otros materiales para tejados.  La pizarra es increíblemente duradera y puede durar varios cientos de años, a menudo con poco o ningún mantenimiento. La pizarra natural también es resistente al fuego y energéticamente eficiente.

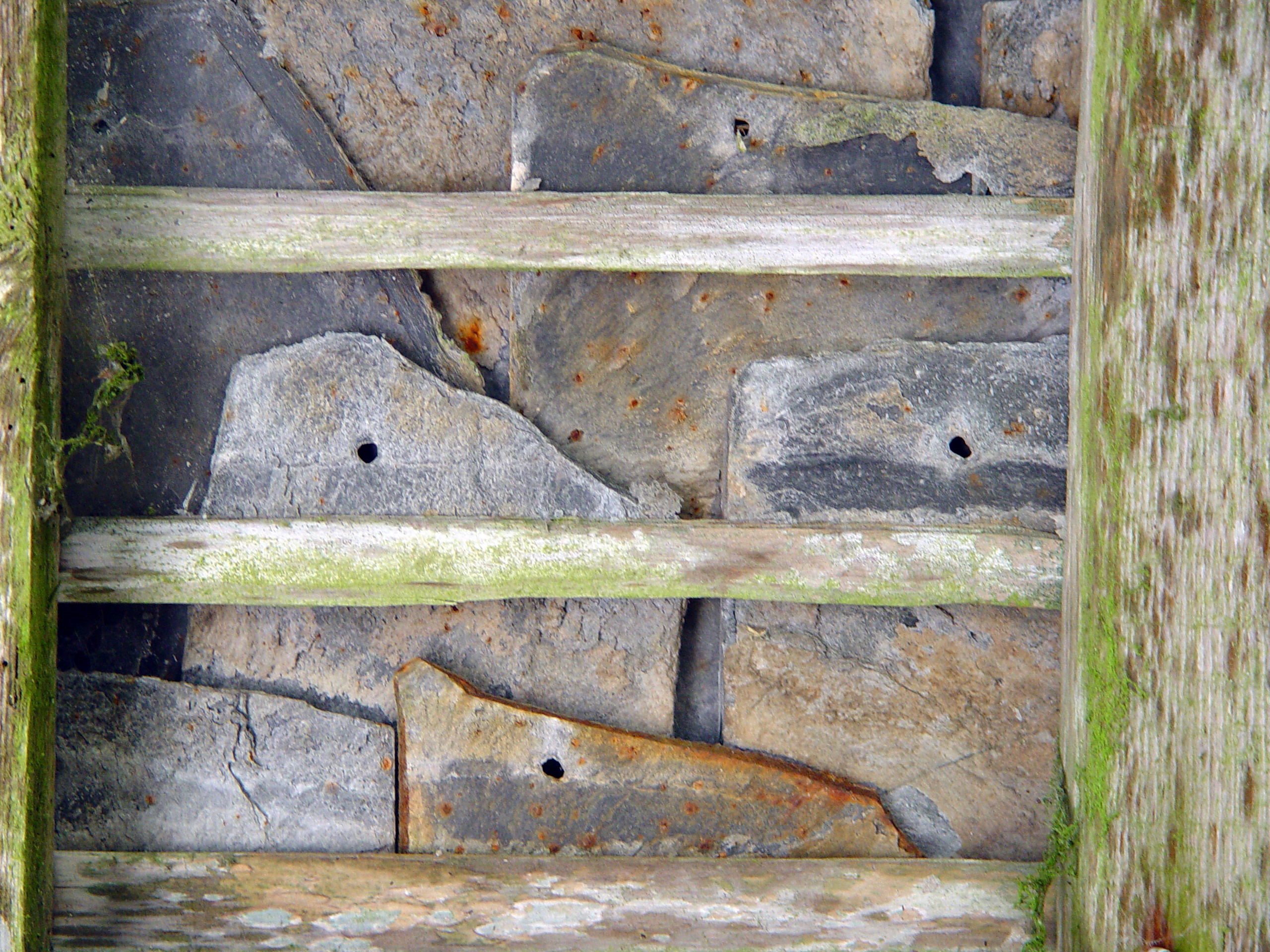
Pizarras con agujeros para su fijación, vistas desde abajo. Fotografiada en Tremedda, Cornualles, una granja en Inglaterra.

Las tejas de pizarra suelen fijarse, en España, con clavos o con ganchos. En el Reino Unido, la colocación se realiza normalmente con clavos dobles sobre listones de madera (Inglaterra y Gales) o clavados directamente sobre tablas de madera (Escocia e Irlanda del Norte). Los clavos eran tradicionalmente de cobre, aunque existen alternativas modernas de aleación y acero inoxidable. Ambos métodos, si se utilizan correctamente, proporcionan una cubierta impermeable duradera con una vida útil de entre 60 y 125 años.
Algunos proveedores de pizarra de Europa continental sugieren que el uso de la fijación de gancho significa que:
- Se reducen las zonas débiles de la teja, ya que no hay que taladrar agujeros.
- Las características del tejado, como valles y cúpulas, son más fáciles de crear, ya que se pueden utilizar tejas estrechas[20]
- La fijación con ganchos es especialmente adecuada en regiones sometidas a condiciones meteorológicas adversas, ya que ofrece una mayor resistencia al levantamiento por el viento, al estar asegurado el borde inferior de la teja.[20]

Sin embargo, los ganchos metálicos son visibles y pueden resultar inadecuados para inmuebles históricos.
Las baldosas de pizarra se utilizan a menudo para pavimentos interiores y exteriores, escaleras, pasarelas y revestimiento de paredes. Las baldosas se instalan y colocan sobre mortero y se rejuntan a lo largo de los bordes. A menudo se utilizan selladores químicos en las baldosas para mejorar la durabilidad y el aspecto, aumentar la resistencia a las manchas, reducir la eflorescencia y aumentar o reducir la suavidad de la superficie. Las baldosas suelen venderse calibradas, lo que significa que la superficie posterior está rectificada para facilitar la instalación. Los suelos de pizarra pueden ser resbaladizos cuando se utilizan en lugares exteriores expuestos a la lluvia. Las baldosas de pizarra se utilizaron en la construcción de edificios en el Reino Unido en el siglo XIX (aparte de los tejados) y en zonas de canteras de pizarra como Blaenau Ffestiniog y Bethesda (Gales) todavía hay muchos edificios construidos totalmente con pizarra. La pizarra también puede colocarse en las paredes para crear una membrana antihumedad rudimentaria. Los pequeños recortes se utilizan como calzos para nivelar las vigas del suelo. En las zonas donde abunda la pizarra, también se utiliza en trozos de diversos tamaños para construir muros y setos, a veces combinada con otros tipos de piedra. En los hogares modernos, la pizarra se utiliza a menudo como posavasos.

### Otros usos
Por ser un buen aislante eléctrico e ignífugo, se utilizó para construir a principios del siglo XX cuadros eléctricos y mandos de relés para grandes motores eléctricos Debido a su estabilidad térmica e inercia química, la pizarra se ha utilizado para encimeras de mesas de laboratorio y de billar.
Las culturas más antiguas utilizaban la pizarra como piedra de afilar cuchillos, pero hoy en día las piedras de afilar se fabrican más bien con cuarzo.
En las escuelas de los siglos XVIII y XIX, se utilizaba mucho para pizarras de escritura, tanto en formato grande como de tamaño individual, para las que se empleaban lápices de pizarra o de tiza.
En las zonas donde está disponible, la pizarra de alta calidad se utiliza para lápidas y lápidas conmemorativas. En algunos casos, la pizarra fue utilizada por la antigua civilización maya para formar estelas.
En Japón, la pizarra era el material tradicional de las piedras negras de Go. Actualmente se considera un lujo.

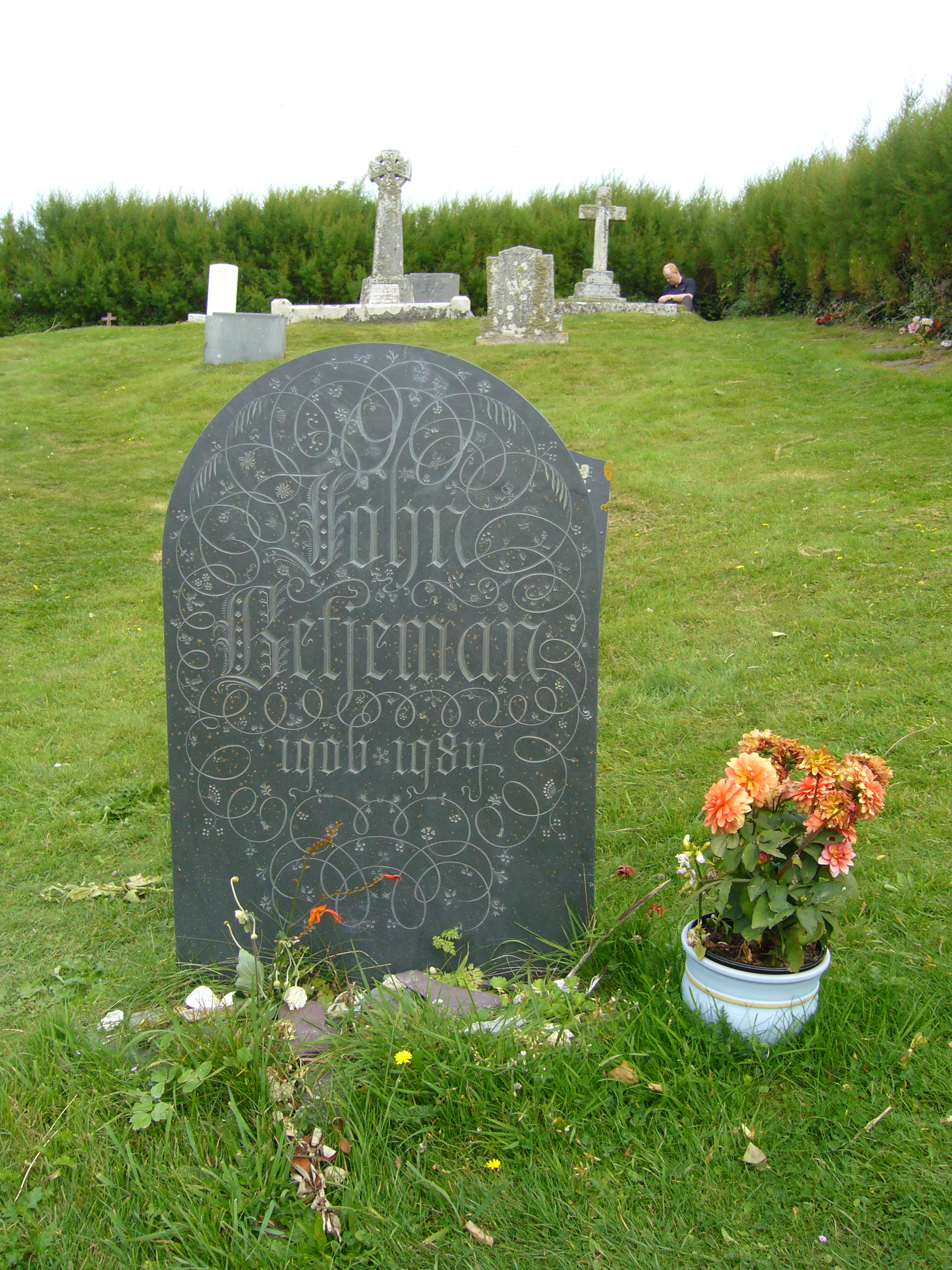
Tumba de John Betjeman con inscripción en pizarra en Cornualles
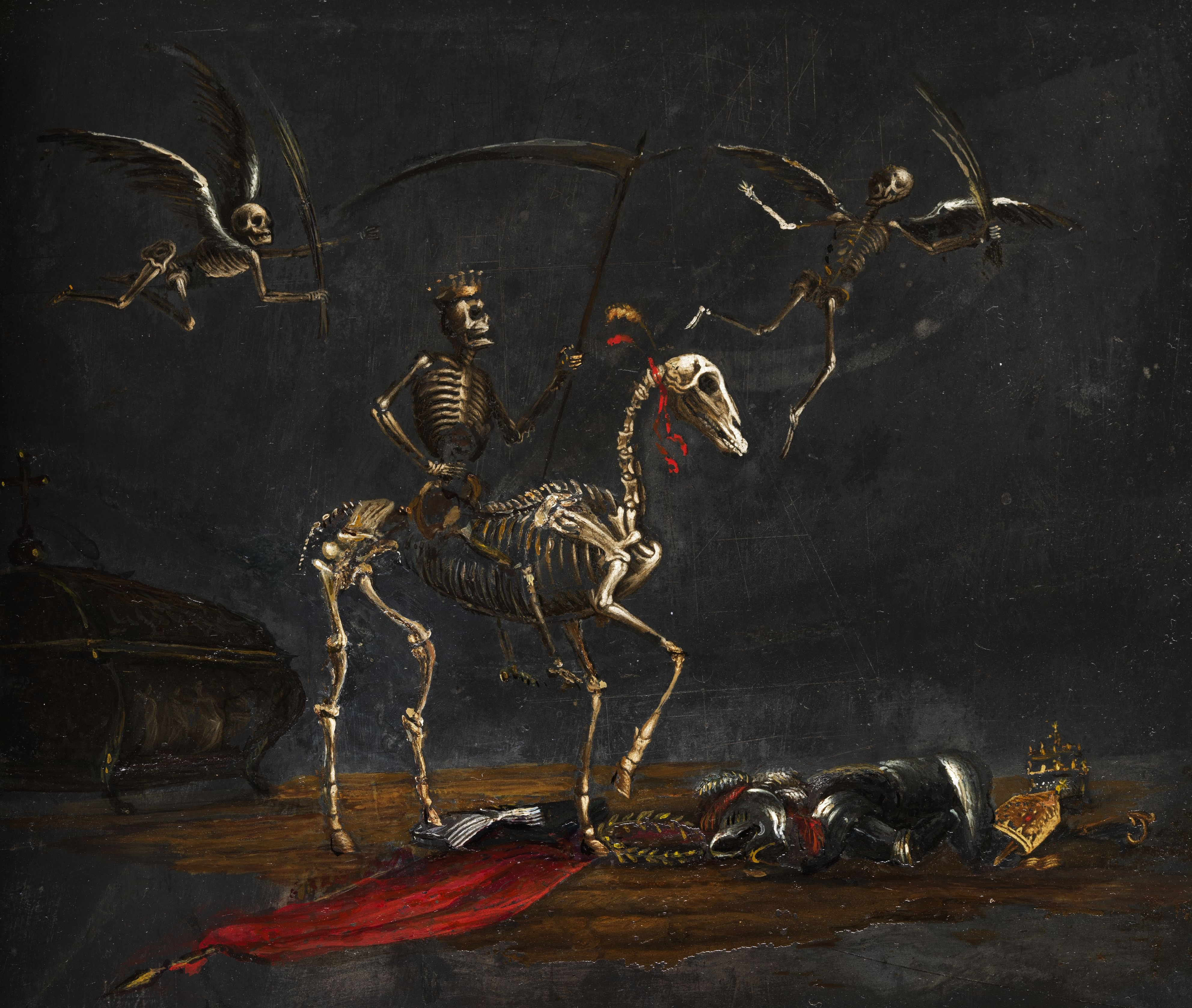
Leonard Bramer, pintura Mors Triumphans (óleo sobre pizarra)
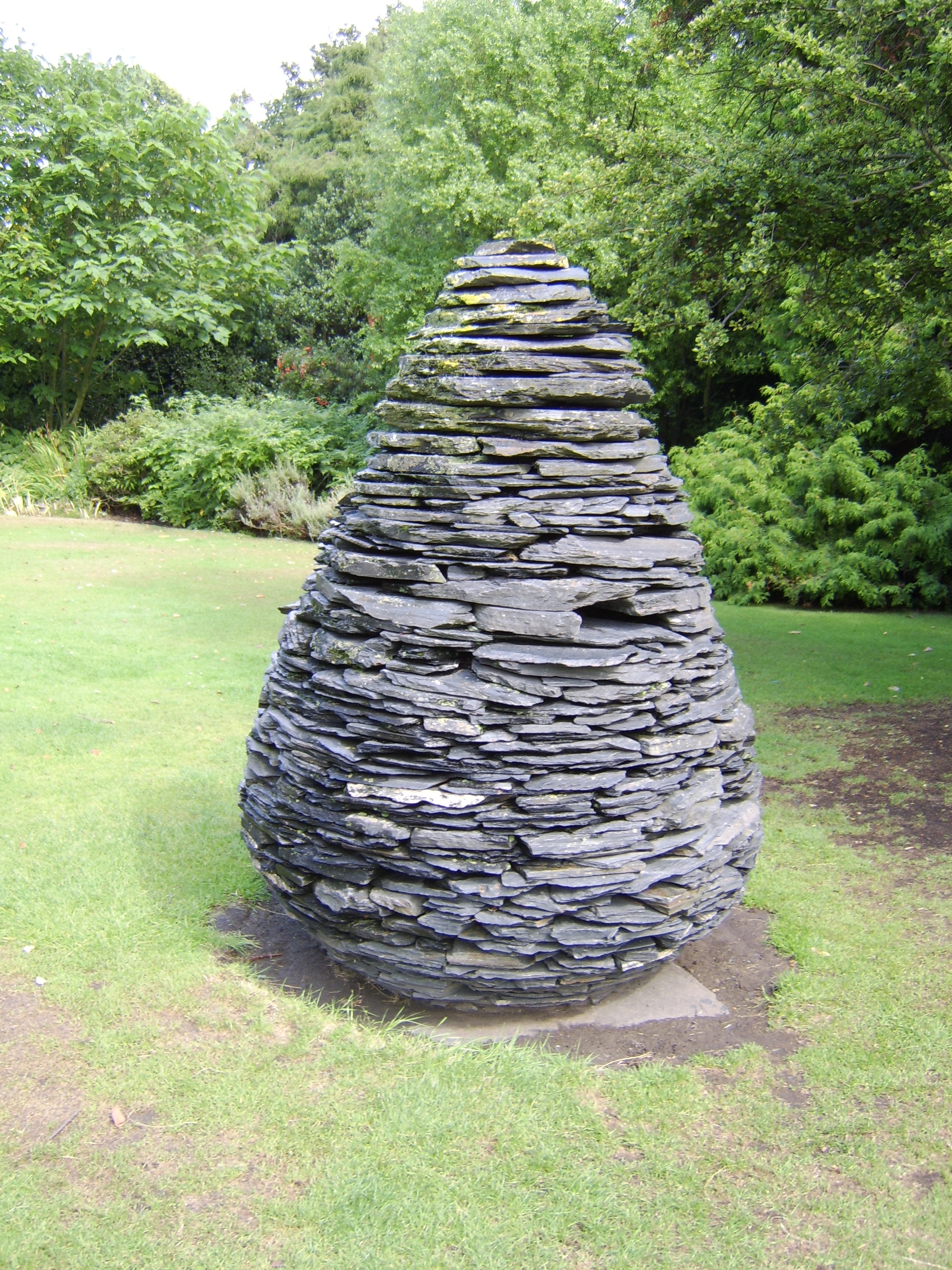
"Cono de pizarra" en el Real Jardín Botánico de Edimburgo

## Fósiles

Fósiles de graptolitos (Spirograptus spiralis) en pizarra.

Dado que la pizarra se formó a baja temperatura y presión en comparación con otras rocas metamórficas, en ella pueden encontrarse algunos fósiles; a veces incluso restos microscópicos de organismos delicados.